# ヴェスレン・ジュニオール・ファウスチーノ・ジ・メロ
ヴェスレン・ジュニオール・ファウスチーノ・ジ・メロ（Weslen Júnior Faustino de Melo 、1999年11月12日 - ）は、ブラジル・コロラド出身のプロサッカー選手。ヴェイッカウスリーガ・セイナヨエン・ヤルカパッロケルホ所属。ポジションは、フォワード。

## クラブ歴
2019年にアルメニア・プレミアリーグのアララト・エレバンへローン移籍を経験した後、2020年にNB Iのプスカシュ・アカデーミアと契約を結んだ。